# Liste der Kulturgüter in Kerns
Die Liste der Kulturgüter in Kerns enthält alle Objekte in der Gemeinde Kerns im Kanton Obwalden, die gemäss der Haager Konvention zum Schutz von Kulturgut bei bewaffneten Konflikten, dem Bundesgesetz vom 20. Juni 2014 über den Schutz der Kulturgüter bei bewaffneten Konflikten sowie der Verordnung vom 29. Oktober 2014 über den Schutz der Kulturgüter bei bewaffneten Konflikten unter Schutz stehen.
Objekte der Kategorien A und B sind vollständig in der Liste enthalten, Objekte der Kategorie C fehlen zurzeit (Stand: 1. Januar 2023).

## Kulturgüter
| Foto | | Objekt                                                                                        | Kat. | Typ | Standort                                              | Beschreibung |
| ---- | --- | --------------------------------------------------------------------------------------------- | ---- | --- | ----------------------------------------------------- | ------------ |
| ja   | Datei hochladen · Wikidata zu Bauernhof in der Grosshostett (Q29523550)                                                          | Bauernhof in der Grosshostett KGS-Nr.: 04263                                                  | A    | G   | Grosshostettstrasse 3 665385 / 193472                 |              |
| ja   | Datei hochladen · Wikidata zu Kapelle St. Nikolaus (Q29523565)                                                                   | Kapelle St. Nikolaus KGS-Nr.: 04264                                                           | A    | G   | St. Niklausen 664050 / 191338                         |              |
| ja   | Datei hochladen · Wikidata zu Bauernhaus im Huwel (Q29523541)                                                                    | Bauernhaus im Huwel KGS-Nr.: 04266                                                            | A    | G   | Wiesenstrasse 8 663675 / 195062                       |              |
| BW   | Datei hochladen · Wikidata zu Müllerenhütte, mittelalterlich/neuzeitliche Alpwüstung (Q29523571)                                 | Melchsee-Frutt / Müllerenhütte, mittelalterlich-neuzeitliche Alpwüstung KGS-Nr.: 09647        | A    | F   | Melchsee-Frutt 664250 / 180698                        |              |
| BW   | Datei hochladen · Wikidata zu Frühneuzeitliche Verhüttungsanlage Melchtal (Q29523559)                                            | Melchtal, frühneuzeitliche Verhüttungsanlage KGS-Nr.: 09648                                   | A    | F   | Melchtal 664200 / 187998                              |              |
| ja   | Datei hochladen · Wikidata zu Wohnhaus Grosshaus (Q29786293)                                                                     | Wohnhaus Grosshaus KGS-Nr.: 04262                                                             | B    | G   | Haltenstrasse 38 664975 / 194341                      |              |
| BW   | Datei hochladen · Wikidata zu Kapelle Siebeneich (Q29786294)                                                                     | Wallfahrtkapelle Maria Siebeneich KGS-Nr.: 04267                                              | B    | G   | Siebeneichstrasse 17.1 664021 / 196540                |              |
| ja   | Datei hochladen · Wikidata zu Kapelle St. Katharina in Wisserlen (Barockbau 1642) (Q29786296)                                    | Kapelle St. Katharina KGS-Nr.: 04268                                                          | B    | G   | Wisserlen, Ächerlistrasse 34.1 665341 / 195850        |              |
| BW   | Datei hochladen · Wikidata zu Bauernhaus (Mitte 17. Jh.) mit Ökonomiegebäude, Buechischwand, Melchtal, (ca. 1800) (Q29786289)    | Buechischwand, Wohnhaus mit Ökonomiegebäude KGS-Nr.: 04269                                    | B    | G   | Melchtal, Buechischwandstrasse 2, 2.1 665681 / 188870 |              |
| ja   | Datei hochladen · Wikidata zu Möslikapelle mit Eremitenzelle des Bruders Ulrich (Q29786297)                                      | Kapelle Bruder Ulrich im Mösli KGS-Nr.: 04272                                                 | B    | G   | Gruebistrasse 11.6 663645 / 190938                    |              |
| ja   | Datei hochladen · Wikidata zu Pfarrkirche St. Gallus (1761, Chor und Turm wieder aufgebaut 1816) mit Beinhaus (1768) (Q29786298) | Katholische Pfarrkirche St. Gallus mit Beinhaus St. Andreas KGS-Nr.: 04273                    | B    | G   | Dorfstrasse 9.1 663791 / 194880                       |              |
| ja   | Datei hochladen · Wikidata zu St. Antonikapelle, Halten (1640) (Q29786300)                                                       | St. Antonikapelle KGS-Nr.: 04274                                                              | B    | G   | Haltenstrasse 32.1 665041 / 194450                    |              |
| ja   | Datei hochladen · Wikidata zu Steinhaus (ca. 1530) (Q29786301)                                                                   | Steinhaus KGS-Nr.: 04275                                                                      | B    | G   | Postplatz 6 663742 / 194735                           |              |
| ja   | Datei hochladen · Wikidata zu Wallfahrtskirche Maria (1928), Melchtal (Q29786302)                                                | Katholische Pfarr- und Wallfahrtskirche Maria mit Gartenpavillon und Pfarrhaus KGS-Nr.: 04276 | B    | G   | Melchtal, Fruttstrasse 24 664901 / 187450             |              |
| ja   | Datei hochladen · Wikidata zu Benediktinerinnenkloster mit Krankenhaus St. Leonhard und Beinhaus (Q1775654)                      | Benediktinerinnenkloster mit Krankenhaus St. Leonhard und Beinhaus KGS-Nr.: 12286             | B    | G   | Melchtal, Spisstrasse 1a, e–g 664902 / 187302         |              |
| ja   | Datei hochladen · Wikidata zu Gasthaus Rose (1640) (Q29786292)                                                                   | Gasthaus Rose KGS-Nr.: 12287                                                                  | B    | G   | Dorfstrasse 5 663760 / 194803                         |              |
| BW   | Datei hochladen · Wikidata zu Wohnhaus Röthlin (1838) (Q29786304)                                                                | Wohnhaus Wijermatt KGS-Nr.: 12288                                                             | B    | G   | Sarnerstrasse 6 663639 / 194814                       |              |